# Статья 9 (объединение)
Объединение «Статья 9» (яп. 九条の会 Кю:дзё: но кай) — объединение выдающихся японских деятелей культуры за недопущение пересмотра девятой статьи конституции Японии, согласно которой 
«искренне стремясь к международному миру, основанному на справедливости и порядке, японский народ на вечные времена отказывается от войны как суверенного права нации, а также от угрозы или применения вооруженной силы как средства разрешения международных споров»
 Объединение сформировано в июле 2004 года в целях выражения протеста против возрождения нео-националистических настроений в Японии и предотвращения повторения событий Тихоокеанской войны, включая японскую агрессию в странах Азии и атомную бомбардировку Хиросимы и Нагасаки. Основатели объединения «Статья 9»: писатели Хисаси Иноуэ, Кэндзабуро Оэ, Макото Ода, Макото Сиина и Хисаэ Савати, философы Такэси Умэхара и Сюнсукэ Цуруми, литературовед Сюити Като, политолог Ясухиро Окудайра и Муцуко Мики, общественный деятель и вдова бывшего премьер-министра Японии Такэо Мики. Членами объединения регулярно проводятся публичные выступления, важнейшие из которых издаются в виде текстов и видеозаписей. На сегодняшний день по всей Японии насчитывается более 5000 автономно сформированных и существующих отделений «Статьи 9». Наряду с региональными объединениями, созданы группы участников, объединённых профессиональной принадлежностью (объединение кинематографистов, объединение учёных и др.).